# Guañameñe
Con Guañameñe o Guadameñe, si identifica un divinatore Guanci che aveva profetizzato l'arrivo dei conquistatori castigliani sull'isola di Tenerife, Isole Canarie, Spagna, ben cento anni prima. Più tardi il termine fu esteso per riferirsi alla più alta casta sacerdotale della società Guanci.
Secondo il monaco e cronista Alonso de Espinosa, i Guanci erano stati avvertiti dal pastore di fortuna che uomini bianchi sarebbero giunti dal mare a bordo di grandi uccelli per conquistare l'isola. Secondo il frate, Guañameñe avrebbe profetizzato questi fatti ben un secolo prima dell'arrivo dei castigliani nel 1494. Per questo motivo Re di Taoro ordinò al resto dei re di Guanci di informarlo se qualche estraneo fosse giunto sulle rive del Isola. Fu il re di Güímar ad avvisarlo quando vide sulle sue spiagge l'immagine della Vergine della Candelaria.
Nell'opera Conquista de Tenerife del 1604, l'autore Antonio de Viana racconta che l'indovino Guañameñe predisse l'arrivo dei conquistatori al re (ferito) Bencomo e che l'isola sarebbe stata conquistata. In risposta il re fa appendere l'indovino ad un albero.
Successivamente, il termine Guañameñe fu usato per riferirsi al grado più alto di sacerdote o sciamano Guanci, o sommo sacerdote, in grado di consigliare i monarchi aborigeni, chiamati menceyes presenti sull'isola di Tenerife prima della conquista castigliana.
Questi sciamani godevano di un elevato status sociale e possedevano una grande conoscenza grazie alla tradizione orale e all'interpretazione dei fenomeni naturali e celesti. È molto probabile che avessero avuto anche una grande influenza nel controllo politico, presiedendo le assemblee dell'isola chiamate, Tagoror. Indossavano una veste nera e un amuleto o chiamato Guatimac.

## Significati moderni
In tempi moderni il termine Guañameñe è usato come riferimento alla più alta casta sacerdotale dell'organizzazione neopagana denominata Chiesa del popolo guancio.